# Chukuka Okonjo
  Chukuka Okonjo    (Ogwashi-Uku, 21 de juny de 1928 - Lagos, 13 de setembre de 2019) va ser un matemàtic i economista nigerià.

## Vida i Obra
Okonjo pertanyia a la família real d'Ogwashi-Uku i, de fet, va ser el Obi (el monarca o senyor) d'Ogwashi-Uku des del 2007 fins a la seva mort. Va tenir una educació acurada a la seva vila natal, al King's College de Lagos i a la universitat d'Ibadan(que era una filial de la universitat de Londres, en aquella época Nigèria encara era colònia britànica). El 1951 es va graduar com alumne extern de la universitat de Londres. A continuació va ser professor de secundària a varies escoles fins al 1955, quan es va traslladar a Alemanya per estudiar a la universitat d'Erlangen (1955-1960) i a la de Colònia, en la qual es va doctorar el 1962.
El 1962, en retornar al seu país, ja independent, va ser professor de la universitat d'Ibadan i de la universitat de Nigèria a Nsukka. Durant la guerra de Biafra va ser nomenat brigadier de l'exèrcit biafreny. El 1974 va ser contracta per l'ONU per a dirigir un departament de demografia africana.
Okonjo és reconegut pels seus treballs en demografia i en ensenyament. El seu llibre de 1968 sobre la població de l'Àfrica Tropical va ser un dels primers estudis rigorosos de la demografia del continent. També va suggerir els vuit criteris bàsics necessaris per a redissenyar el sistema educatiu del seu país.
La seva esposa va ser la professora de sociologia i antropologia Kamene Okonjo amb qui va tenir set fills, entre ells la futura ministra Ngozi Okonjo-Iweala.